# Serhij Hajduk

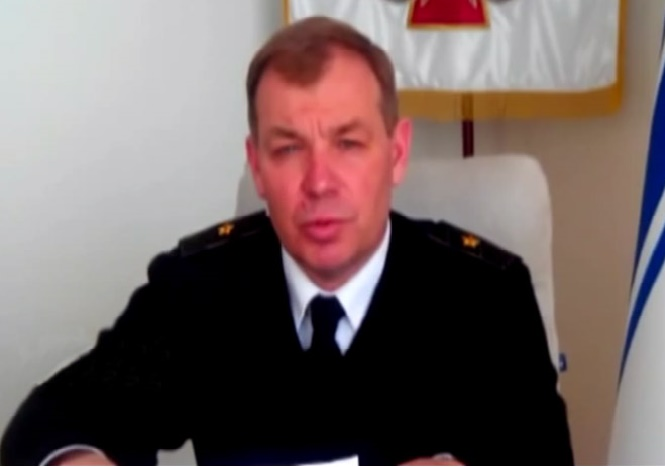
Serhij Hajduk

Serhij Anatolijowytsch Hajduk (ukrainisch Сергій Анатолійович Гайдук; * 25. Juli 1963 in Dnipropetrowsk) ist ein ehemaliger ukrainischer Marineoffizier im Range eines Vizeadmirals. Von 2014 bis 2016 war er Oberbefehlshaber der ukrainischen Marine.

## Biografie
Hajduk schloss 1985 seine Ausbildung an der Nakhimow Höhere Marineschule (Sewastopol) zum Offizier der Marine in der UdSSR ab. Er war in verschiedenen Funktionen und Orten in der Nordflotte aktiv. Anfang der 1990er Jahre kehrte er mit seiner Familie nach Sewastopol zurück und setzte seinen Militärdienst bei der ukrainischen Flotte fort.
Er war im Hauptquartiers der ukrainischen Marine u. a. Leiter des Zentrums für Such- und Rettungseinsätze und Leiter des Such- und Rettungsdienstes der Marine der Ukraine sowie Erster stellvertretender Stabschef der Marinekräfte.
Im Januar 2007 führte er die Operation an, um das Schiff – Odissk – unter der Flagge von Sierra Leone mit gefährlicher Ladung aus dem Hafen von Jalta zu bahnen und eine Umweltkatastrophe zu verhindern. Er erhielt ein Ehrendiplom des Präsidiums der Verkhova Rada der Autonomen Republik Krim.
Hajduk wurde im Dezember 2011 zum Konteradmiral befördert. Er wurde am 2. März 2014 zum Oberbefehlshaber berufen, nachdem sein Vorgänger Denys Beresowskyj nach nur eintägiger Amtszeit am selben Tag zur pro-russischen Regionalregierung der Krim übergelaufen war. Im Jahr 2003 wurde Hajduk für „beispielhafte Pflichterfüllung“ mit der Medaille für den Militärdienst in der Ukraine ausgezeichnet.
Im März 2014 kam Beresowskyj zusammen mit russischen Militärs zu hochrangigen Offizieren der ukrainischen Marine, um sie unter der Zusage einer hohen Vergütung zum Dienst für die russischen Streitkräfte zu bewegen. Nach einer Rede von Hajduk lehnten sämtliche Admirale ab und stimmten die ukrainische Hymne an.
Bei mehreren Aktionen von pro-russischen Sicherheitskräften der völkerrechtlich nicht anerkannten Republik Krim konnte die Aufgabe von drei Militärstützpunkten der ukrainischen Streitkräfte erzwungen werden. Neben den Stützpunkten in Bachtschyssaraj und in Nowooserne wurde auch das Marinehauptquartier in Sewastopol eingenommen. Einige ukrainische Soldaten liefen über. Hajduk wurde vorübergehend verhaftet, jedoch am 20. März 2014 unweit des Dorfes Tschonhar wieder freigelassen. Der russische Verteidigungsminister Sergei Schoigu hatte zuvor die Behörden der Republik Krim um die Gewährung seines Fortganges aus der Republik Krim ersucht, weil nach Schoigus Worten „Hajduk nicht umhingekonnt habe, den Befehlen seiner Vorgesetzten nachzugehen“.
Im August 2014 erfolgte seine Beförderung zum Vizeadmiral. Im April 2016 wurde er durch Dekret des ukrainischen Präsidenten Petro Poroschenko vom Posten des Kommandeurs der Marine der Ukraine entlassen.
Danach studierte er erneut an der Nationalen Akademie der öffentlichen Verwaltung. 2017 folgte die Entlassung aus den Streitkräften. 2018 wurde er zum Vorsitzenden der öffentlichen Vereinigung der Veteranen der Ukrainischen Marine gewählt.